# Canso (miejscowość)
Canso – miejscowość (community; 1901–2012 miasto) w południowo-zachodniej części stałego lądu w kanadyjskiej prowincji Nowa Szkocja, w hrabstwie Guysborough, położony nad zatoką Chedabucto Bay. Według spisu powszechnego z 2016 obszar dawnego miasta (dissolved census subdivision) to: 5,42 km², a zamieszkiwało wówczas ten obszar 739 osób.
Miejscowość, której współczesne (używane od XVIII w.) miano pochodzące od określenia w języku mikmak kamsok i oznaczające „naprzeciw wysokiego urwistego brzegu” lub „miejsce poza klifami” zostało zaadaptowane w zapisie do wymowy francuskiej (formy: Campseau, Camseau, Canceau), była początkowo użytkowanym sezonowo obozem Mikmaków, w latach 1604–1713 (do pokoju w Utrechcie) użytkowanym przez Francuzów i Basków, następnie pod panowaniem brytyjskim, służyła Europejczykom jako ośrodek produkcji klipfisza i zyskownego handlu (także transatlantyckiego) nim. Chociaż w 1720 ustanowiono tu garnizon (by powstrzymać ataki Mikmaków) i w 1845 tamtejsza przystań była wykorzystywana jako baza do ataku na twierdzą Louisbourg, miejscowość była wielokrotnie niszczona (przez Francuzów w 1744, ponad dwie dekady później w wyniku działań wojny z koloniami amerykańskimi), więc stabilny jej rozwój (jako ośrodka szkutniczego, handlowego i rybackiego) datuje się od 1812, od schyłku XIX w. stała się głównym ośrodkiem północnoamerykańskim w radiowej komunikacji transatlantyckiej, w 1901 otrzymała ona status miasta (town), którego została pozbawiona od 1 lipca 2012. Miejscowość jest ośrodkiem przetwórstwa rybnego i turystyki, w lecie odbywa się tu Stan Rogers International Folk Festival, w pobliżu ważne miejsce o znaczeniu historycznym (historic place) Grassy Island Fort National Historic Site of Canada.